# 黄家定
丹斯里黄家定（1956年11月15日—），马来西亚政治人物，出生於馬來西亞霹靂州上霹雳县玲瓏，为馬來西亞華人公會第7任总会长。

## 政治生涯
黄家定曾经担任柔佛州古来、丹绒比艾和笨珍国会议员，并曾在1986年至1990年任马华公会总会长兼交通部长林良实的政治秘书。
1999年12月15日，他被时任首相马哈迪·莫哈末委任为房屋及地方政府部长。
2003年5月23日，林良实辞去马华总会长并引退后，黄家定接棒成为新一任总会长，陈广才则接替林亚礼出任署理总会长，新的领导层受到了首相马哈迪的欢迎。
2008年先后卸下内阁职务及党职。2011年10月21日，黄家定受委为马来西亚首相对华特使。2018年，卸下对华特使职务。

## 争议

### 马华倒黄运动
2008年4月6日，在怡保一家酒店举行的马华首场“救党大会”，演变成一场声讨黄家定与总秘书黄家泉的“倒黄大会”。多位雪兰莪与霹雳的基层领袖纷纷痛批黄家定与黄家泉兄弟只手遮天，只顾巩固党内权力追求个人权欲，酿成马华创党以来最悲惨的选举败仗。他们炮轰黄氏兄弟领导马华无方，无法满足华社的要求，是掀起大选激烈反风的主要推手，再加上两人将“大选绑党选”，一昧委派不被选民所接受的“爱将”最后一分钟临阵易将取代原有议员，才让马华一败涂地。发起“马华救党委员会”的马青蒲种区团团长汤木就在晚宴上声称：“人民联盟能够上台要感谢两个人，就是我们的首相和总会长（黄家定）！”

## 选举成绩
| 年份 | 选区     |  |                    | 得票数 | 得票率 | 竞选对手 | 竞选对手                    | 得票数 | 得票率 | 总票数 | 多数票 | 投票率 |
| ---- | -------- |  | ------------------ | ------ | ------ | -------- | --------------------------- | ------ | ------ | ------ | ------ | ------ |
| 1990 | 笨珍     |  | 黄家定（马华公会） | 24,362 | 61.93% |          | 颜碧贞（行动党）            | 14,978 | 38.07% | 41,637 | 9,384  | 75.06% |
| 1995 | 笨珍     |  | 黄家定（马华公会） | 37,230 | 88.00% |          | 沙烈·达勿哈山（四六精神党） | 5,079  | 12.00% | 44,772 | 32,151 | 74.07% |
| 1999 | 笨珍     |  | 黄家定（马华公会） | 38,169 | 82.21% |          | 張濟作（公正党）            | 8,259  | 17.79% | 48,055 | 29,910 | 74.43% |
| 2004 | 丹绒比艾 |  | 黄家定（马华公会） | 28,046 | 86.36% |          | Tan Hang Meng（行动党）     | 4,431  | 13.64% | 33,938 | 23,615 | 76.14% |
| 2008 | 古来     |  | 黄家定（马华公会） | 32,017 | 61.23% |          | Ng Pack Siong（行动党）     | 20,273 | 38.77% | 53,676 | 11,744 | 79.69% |